# Clube Athletico Audax
O Clube Athletico Audax foi um clube brasileiro de futebol da cidade de São Paulo. Fundado em 1917 e utilizava camisas, calções e meias brancas. Seu escudo contava com a inscrição latina “audaces fortuna juvat” (a sorte favorece os audazes). 

## História
Tradicional equipe da década de 1920, o Audax disputou a segunda divisão do Campeonato Paulista entre 1921-24. No ano seguinte, passou dificuldades e disputou o equivalente à terceira divisão. Por fim, fundiu-se ao Auto Sport Club dando origem ao Esporte Clube Americano.

## Títulos

### Estaduais
- Campeonato Paulista - Série A2 = 1923